# Conférence internationale sur les communications informatiques
La première conférence internationale sur les communications informatiques s'est tenue du 24 au 26 octobre 1972 à Washington, DC, à l'hôtel Hilton Washington. Elle a été organisée par BBN Technologies sous la direction de Bob Kahn et a été l'une des premières démonstrations publiques de la technologie des réseaux informatiques et de ses fonctionalités ainsi que des produits du projet ARPANET.

## Organisation et déroulement de la conférence
Lawrence Roberts, directeur du Information Processing Techniques Office (en) et président de la conférence, a décidé que l'ICCC serait l'endroit idéal pour présenter les capacités d'ARPANET. Avec l'aide de Albert Vezza (en) professeur au MIT , Khan a demandé l'aide de scientifiques et d'étudiants de l'ensemble du pays travaillant avec ARPANET. Un processeur d'interface de terminal a été installé à l'hôtel Hilton. Il fut connecté à ARPANET via une ligne téléphonique dédiée installée par AT&T, puis connecté à des dizaines de terminaux installés à l'étage. La conférence a débuté par une réception VIP le 22 octobre 1972 avant son ouverture officielle le 24 octobre 1972. La démonstration d'ARPANET a été une réussite « époustouflante », connectant les participants à des systèmes à travers le pays et à l'étranger pour les engager dans une variété d'activités, y compris l'interaction avec un système de contrôle du trafic aérien et le jeu d'échecs par voie informatisé. Le succès de la démonstration a entraîné une accélération de l'utilisation et de l'expansion d'ARPANET, rapprochant le réseau de l'Internet moderne,,.
Bob Metcalfe a écrit un livre en anglais intitulé « Scenarios » qui décrit 19 façons dont le réseau pouvait être utilisé,.

## Lectures complémentaires
- Where Wizards Stay Up Late: The Origins of the Internet Katie Hafner (en) (with Matthew Lyon) (Simon & Schuster, 1996) (ISBN 0-684-83267-4)